# Darmok
Darmok ist die 102. Episode der US-Fernsehserie Raumschiff Enterprise – Das nächste Jahrhundert. Sie wurde in den USA im September 1991 erstmals ausgestrahlt, in Deutschland im März 1994. Sie handelt von dem Captain einer nur mittels Metaphern kommunizierenden Spezies, der auf einem Planeten Captain Picard zur Teilnahme an einem gemeinsamen Kampf gegen ein Monster zu bewegen versucht. Die Episode gehört zu den populärsten der Serie.

## Handlung
In der Nähe des Planeten El-Adrel IV unternimmt die Enterprise-Crew einen Versuch, mit den Tamarianern zu kommunizieren, deren mysteriöse Sprache bislang keinen verständnisvollen Kontakt ermöglichte. Als die Enterprise mit einem tamarianischen Schiff Kontakt hat, erkennt die Brückencrew zwar, dass die Tamarianer freundlich gesinnt sind, versteht aber deren Aussagen nicht. Nachdem Dathon, der Captain des Schiffes, mit Vehemenz den Satz „Darmok und Jalad auf Tanagra“ an Picard gerichtet hat, werden Dathon und Picard auf die Oberfläche des Planeten gebeamt. Ein zugleich von den Tamarianern in der Ionosphäre des Planeten aufgebautes Partikelfeld verhindert, dass die Enterprise mit Picard kommunizieren oder ihn wegbeamen kann, stellt aber kein Hindernis für die Sensoren der Enterprise dar. Deshalb ist es der Enterprise möglich, Picards und Dathons Bewegungen auf dem Planeten zu verfolgen. Rikers Aufforderung an das Schiff, den Captain freizugeben, bleibt erfolglos. Ein von Riker befohlener Versuch Worfs, mit einem Shuttleschiff auf dem Planeten zu landen, wird von dem tamarianischen Schiff durch Phaserbeschuss vereitelt. Später entdecken Data und Troi bei einer Datenbankrecherche, dass es sich bei Darmok um einen mythisch-historischen Jäger auf dem Planeten Shantil III handelt und Tanagra ein dort existierender Inselkontinent ist. Allerdings sehen sie sich außerstande, die tamarianische Sprache anzuwenden.
Dathon indes wiederholt gegenüber Picard den Satz „Darmok und Jalad auf Tanagra“ und bietet ihm dabei ein Messer an. Picard glaubt, Dathon wolle ihn zu einem Duell auffordern, und weist Dathons Angebot zurück. Darauf reagiert Dathon, enttäuscht wirkend, mit der Aussage „Shaka, als die Mauern fielen“. Nach Einbruch der Dunkelheit hat sich Dathon ein Lagerfeuer gemacht und sich daneben zur Nachtruhe gebettet. Der frierende Picard scheitert jedoch beim Entfachen eines eigenen Feuers, weshalb ihm Dathon, „Temba, seine Arme weit“ rufend, mit einem brennenden Stück Holz aushilft. Picard gelangt zu der Überzeugung, dass Dathon mittels Beispielen in Form von Metaphern kommuniziert. Am nächsten Morgen findet Picard Dathon auf einer Lichtung und wartend auf den Angriff eines Feindes vor. Diese Situation versteht die Enterprise-Crew als Bedrohung für Picard, weshalb O’Brien im Auftrag Rikers Picard sofort auf die Enterprise zu beamen versucht, darin aber selbst nach Minuten scheitert, weil La Forge mit seinen Bemühungen, den Transporter für die Überwindung des Partikelfeldes zu modifizieren, noch nicht weit genug vorangekommen ist. Da Picard während des Beamens praktisch gefangen ist, kann er Dathon nicht helfen, als dieser durch ein mysteriöses, plötzlich erschienenes Wesen angegriffen und verwundet wird.
Zurück am Lagerfeuer versucht Picard, mit Dathon, der unter starken Schmerzen leidet, zu kommunizieren. Picard begreift, dass Darmok und Jalad einst unabhängig voneinander auf einem Ozean unterwegs waren und auf der Insel Tanagra strandeten. Dort verbündeten sie sich miteinander und schafften es so, ein sie bedrohendes Monster zu besiegen, sodass sie anschließend gemeinsam über den Ozean reisen konnten. Da Dathon von der Existenz eines Monsters auf El-Adrel IV wusste, hoffte er nun, mit Picard Freundschaft zu schließen, indem er sich und Picard gemeinsam gegen ein Monster kämpfen lässt – genauso, wie es Darmok und Jalad taten. Verständnis zeigend für Dathons Erklärungen, erzählt Picard im Gegenzug von Gilgamesch und Enkidu aus dem Gilgamesch-Epos und damit von einer ähnlichen Geschichte. Dathon zeigt sich verständnisvoll, ehe er seinen Verletzungen erliegt.
In dem Moment, in dem Picard durch das erneut erschienene Monster angegriffen zu werden droht, wird er auf die Enterprise gebeamt, die zuvor das Partikelfeld überwinden konnte. Darauf reagierend, greift das tamarianische Schiff die Enterprise mit Waffengewalt an. Durch Picards unverzügliche Intervention in dem Konflikt und unter Verwendung der tamarianischen Sprache kann er die Tamarianer besänftigen, woraufhin sich diese zurückziehen.

## Verbindungen zu anderen Star-Trek-Produktionen
Die Tamarianer wurden in mehreren späteren Star-Trek-Produktionen wieder aufgegriffen:
- In der animierten Serie Star Trek: Lower Decks werden sie in Folge 1.04 (Das Generationenschiff) aus dem Jahr 2020 kurz erwähnt. Ab der zweiten Staffel dient ein Tamarianer namens Kayshon als Sicherheitsoffizier an Bord der USS Cerritos.[1]
- In der Serie Star Trek: Picard gibt es in mehreren Folgen kleinere Verweise auf die Tamarianer und das Zusammentreffen zwischen Dathons Schiff und der Enterprise.

## Produktion

### Drehbuch
Philip LaZebnik reichte die Grundidee für Darmok bereits im Dezember 1989 ein. Sie blieb aber zunächst unbeachtet, da sie Produzent Rick Berman nicht gefiel. Showrunner Michael Piller sah sie hingegen als vielversprechend an und beauftragte Joe Menosky im August 1990 damit, die Geschichte zu einem Drehbuch auszuarbeiten. Menosky stellte das Drehbuch schließlich im Juli 1991 fertig und im gleichen Monat begannen die Dreharbeiten. Darmok ist damit die Folge der Serie mit der längsten Entwicklungszeit.
In LaZebniks ursprünglichem Entwurf sollte ein Außenteam auf einem Planeten einen außerirdischen Jungen antreffen, der sie lediglich mit dem Wort „Darmok“ anspricht. Anschließend sollten die Mitglieder des Außenteams in einem Kokon ins All geschleudert werden, bis sich schließlich herausstellt, dass „Darmok“ „spielen“ bedeutet. Menosky fühlte sich davon zu sehr an den Monty-Python-Film Die Ritter der Kokosnuss erinnert und schrieb den Entwurf sehr stark um. Ihm kam schließlich die Idee, dass jeweils ein Besatzungsmitglied der Enterprise und des fremden Schiffs auf einem Planeten zusammentreffen und lernen müssen, die Sprache des jeweils anderen zu verstehen. Zu dem Einfall, dass die tamarianische Sprache auf Metaphern basiert, wurde Menosky durch die Werke des Psychologen James Hillman und des Dichters John Ciardi, sowie durch das I Ging und andere chinesische poetische und philosophische Werke inspiriert.

### Darsteller
Paul Winfield übernahm bereits die Rolle des Captain Terrell im Spielfilm Star Trek II: Der Zorn des Khan, wo er bereits dem Drehbuchtod erlag. In dieser Episode war er aufgrund seiner Maske kaum erkennbar.
Richard Allen, Darsteller des tamarianischen ersten Offiziers, hatte zuvor bereits Kentor in Folge 3.02 (Die Macht der Paragraphen) von Raumschiff Enterprise – Das nächste Jahrhundert gespielt.
Ashley Judd hatte in dieser Episode ihren ersten Auftritt als Ensign Robin Lefler. Sie spielte diese Rolle noch einmal in Folge 5.06 (Gefährliche Spielsucht).

### Kostüme
Captain Picard wurde in dieser Episode zum ersten Mal mit Uniformjacke präsentiert. Die Jacke hat in dieser Episode über der Schulterlinie eine schwarze Glattlederhaube mit Rillen. In allen folgenden Episoden ist eine schwarze Wildlederhaube mit Waben zu sehen.

### Drehorte und Kulissen
Ab dieser Folge ist die umgebaute Beobachtungslounge der Enterprise zu sehen. Anstelle der goldenen Schiffsmodelle weist die Wand nun eine andere Dekoration auf.

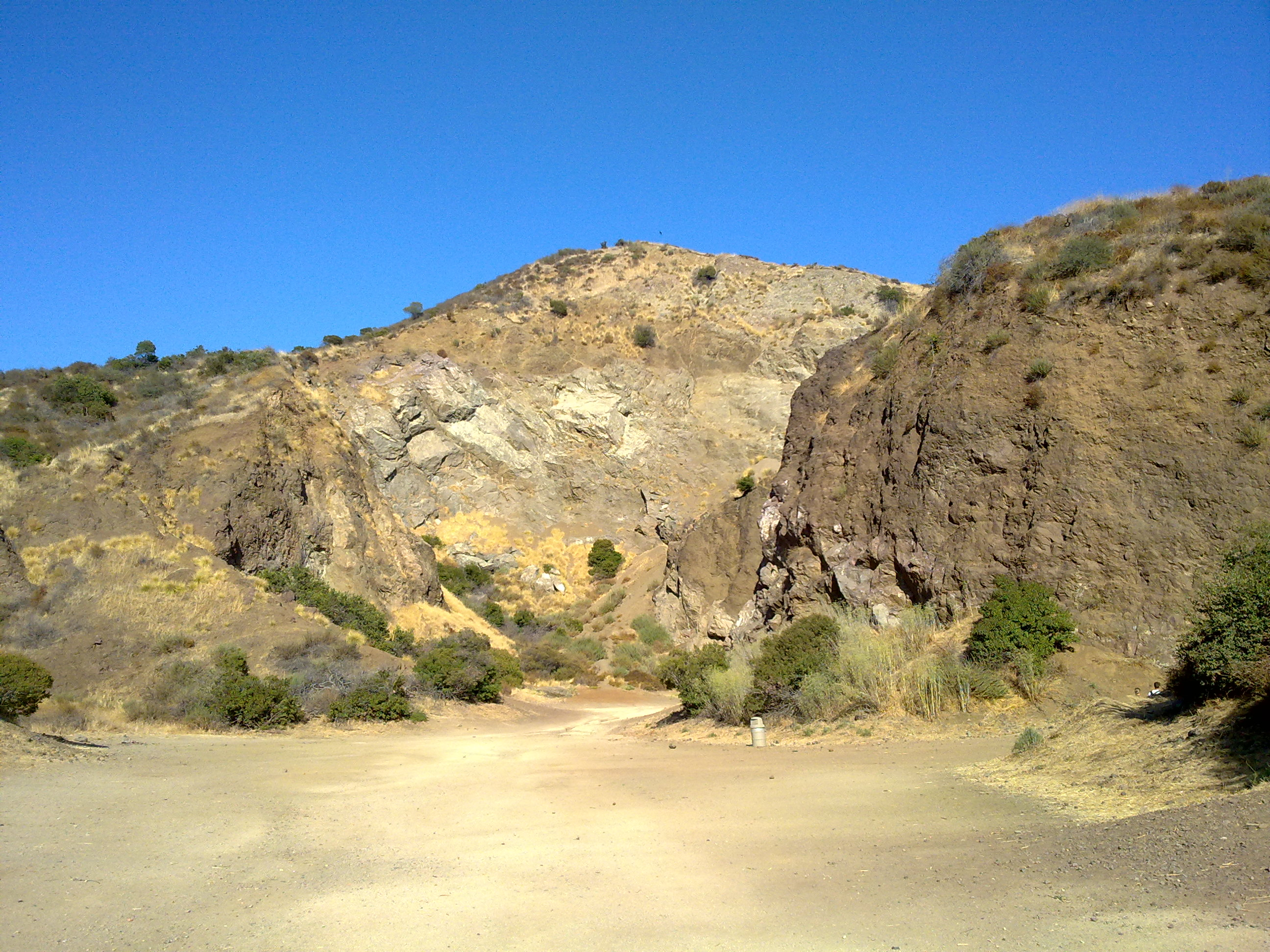
Der Bronson Canyon diente als Kulisse für El-Adrel IV

Außenaufnahmen wurden beim Bronson Canyon gefilmt, der auch für zahlreiche andere Star-Trek-Produktionen als Drehort genutzt wurde (Unter anderem wurden hier auch die Szenen in den Minen von Rura Penthe im Spielfilm Star Trek VI: Das unentdeckte Land gedreht.). Die Nachtaufnahmen wurden im Studio gefilmt.

### Modelle
Für das tamarianische Raumschiff wurde das stark modifizierte Modell des talarianischen Aufklärungsschiffs aus Folge 4.04 (Endars Sohn) wiederverwendet.

## Rezeption
Das US-Filmmagazin Cinefantastique bewertete die Episode mit drei von vier möglichen Sternen und lobte die Leistungen von Kolbe und Stewart, aber beanstandete es als unglaubwürdig, dass der Universalübersetzer mit der tamarianischen Sprache nicht funktioniert.
Die Episode gehört zu den populärsten nicht nur der Serie, sondern Star Treks im Ganzen. Unter anderem für das Magazin Wired gehörte sie 2012 zu den besten der Serie. Das Magazin IGN wählte sie 2013 auf den 19. Platz der 25 besten Star-Trek-Episoden.
Charlie Jane Anders führte Darmok 2014 auf gizmodo.com in einer Liste der 100 besten bis dahin ausgestrahlten Star-Trek-Folgen auf Platz 5.
Ed Gross listete Darmok 2016 auf empireonline.com in einer Aufstellung der 50 besten bis dahin ausgestrahlten Star-Trek-Folgen auf Platz 6.
Anlässlich des 50-jährigen Star-Trek-Jubiläums erstellte Daniel W. Drezner für die Washington Post eine Liste der zehn besten Star-Trek-Folgen. Darmok führte er darin auf Platz 2.
Nigel Mitchell führte Darmok 2017 auf thoughtco.com in einer Liste der zehn besten Folgen von Raumschiff Enterprise – Das nächste Jahrhundert auf Platz 6.
Eric Diaz erstellte 2017 für nerdist.com eine Liste der 11 besten Folgen von Raumschiff Enterprise – Das nächste Jahrhundert. Darmok landete dabei auf Platz 5.
Juliette Harrisson führte Darmok 2017 auf der Website Den of Geek in einer Liste der zehn wegweisendsten Folgen von Raumschiff Enterprise – Das nächste Jahrhundert auf Platz 9, da sie die ausgeführte Idee der Überwindung einer Sprachbarriere faszinierend fand, auch wenn eine Sprache wie das Tamarianische in der Realität wahrscheinlich nicht funktionieren würde.
Sven Harvey zählte Darmok 2017 auf der Website Den of Geek als eine der 25 besten Folgen der Serie Raumschiff Enterprise – Das nächste Jahrhundert.
Joseph Walter führte Darmok 2019 auf screenrant.com in einer Liste der 10 besten Folgen von Raumschiff Enterprise – Das nächste Jahrhundert auf Platz 5.
Mike Bloom zählte Darmok 2019 auf der Website hollywoodreporter.com als eine der 25 besten Folgen von Raumschiff Enterprise – Das nächste Jahrhundert.
Jeremy Lacey erstellte 2021 für cinemablend.com eine Liste der 20 besten Folgen von Raumschiff Enterprise – Das nächste Jahrhundert. Darmok landete dabei auf Platz 6.
Stephanie Roehler erstellte 2021 für screenrant.com eine Liste der 20 besten Folgen von Raumschiff Enterprise – Das nächste Jahrhundert. Darmok landete dabei auf Platz 10.
Anthony Vieira führte Darmok 2021 auf der Website collider.com in einer Liste der 25 besten Folgen von Raumschiff Enterprise – Das nächste Jahrhundert auf Platz 6.
Der Inhalt der Episode diente als Lehrmaterial im Fremdsprachenunterricht.
Basierend auf der Episode wurden auch Merchandising-Artikel vertrieben, darunter Dathon-Actionfiguren und T-Shirts mit Dathons Aussagen wie etwa „Darmok and Jalad at Tanagra“. Der Name eines Internet-basierten Netzwerks aus Teleskopen, die Informationen über astronomische Phänomene aggregieren, basiert auf der Episode.

## Parodien und Anspielungen
1995 wurde die Folge im Rahmen des Fandub-Projekts Sinnlos im Weltraum parodistisch neu auf Deutsch synchronisiert.
Die Handlung der Episode Midnight der britischen Science-Fiction-Serie Doctor Who aus dem Jahr 2008 ist laut Drehbuchautor Russell T. Davies von Darmok inspiriert.
In Folge 2.07 (Invasion!) der Serie Legends of Tomorrow wird der Satz „Darmok und Jalad auf Tanagra“ zitiert.